# 東岩倉の戦い
東岩倉の戦い（ひがしいわくらのたたかい）は、応仁の乱における戦闘の1つで、応仁元年（1467年）9月1日から2日にかけて現在の京都府京都市東山区粟田口大日町 東岩倉山で東軍と西軍が衝突した。
5月26日から27日にかけての上京の戦いで東軍は花の御所を確保して官軍としての立場を取り、西軍は追討令を受ける側に追いやられたが、7月20日、西軍総大将山名宗全の招聘に応じた大内政弘が摂津の兵庫に上陸、8月23日に上洛して西軍の士気を高めた。一方の東軍は総大将だった足利義視が出奔したり、後花園上皇・後土御門天皇が内裏から花の御所に避難するなど危機感を募らせていった。戦況が有利になった西軍は攻勢に出て9月1日に畠山義就が武田信賢の守る三宝院を放火して落とし、6日の将軍足利義政からの停戦勧告にも耳を貸さず13日に内裏を占拠した。
翌14日には、東軍の筆頭格である細川勝元の家臣秋庭元明と赤松政則の家臣浦上則宗が上洛した。両者は8月中に勝元の命令を受けて摂津で大内軍の上洛を防ごうとして果たせず、大内軍の後を追って入京したのだが、下京がほとんど西軍に占拠されていた状況で正面突入を諦め、東寺を経由して東へ迂回、16日に京都郊外の東岩倉・南禅寺の裏山に布陣した所で西軍に察知され、18日から西軍の南禅寺山攻撃が始まった。東軍は激しく抵抗、10月2日に西軍は攻撃を中止して京都へ戻り、東軍はその隙に北から迂回して入京、御霊神社を通り東軍本陣へ辿り着いた。この戦いで南禅寺・青蓮院が炎上した。
細川勝元と赤松政則はそれぞれの家臣と再会したことを喜んだが、西軍は三宝院と内裏の占拠などで下京を制圧、東軍は花の御所・相国寺・細川勝元邸など残る上京の拠点に追い詰められていった。西軍はさらに勢いに乗り、翌3日から上京に攻めかかった（相国寺の戦い）。